# Beco (motorfiets)
Beco is een Duits historisch merk van motorfietsen.
Beco was een van de honderden kleine Duitse merken die ontstonden en weer verdwenen in de drie jaar dat de "motorboom" in Duitsland duurde. In 1923 kwamen al deze merken op. Om (ontwikkelings)kosten te besparen werden inbouwmotoren van andere merken ingekocht, die meestal in eigen frames gemonteerd werden. Beco kocht daarvoor 149cc-tweetaktmotortjes in bij DKW. Toen ruim 150 van deze merken in 1925 weer verdwenen, was Beco daar ook bij. 